# Väinö Korhonen
Väinö Kalevi Korhonen (Svetogorsk, 21 dicembre 1926 – Lohja, 13 dicembre 2018) è stato un pentatleta e schermidore finlandese.

## Palmarès
In carriera ha conseguito i seguenti risultati:
- Giochi olimpici:

Melbourne 1956: bronzo nel pentathlon moderno individuale ed a squadre.
- Mondiali:

Stoccolma 1957: argento nel pentathlon moderno a squadre.
Aldershot 1958: bronzo nel pentathlon moderno a squadre.
Hershey 1959: argento nel pentathlon moderno a squadre.